# Liste der Naturdenkmale in Schwirzheim
Die Liste der Naturdenkmale in Schwirzheim nennt die im Gemeindegebiet von Schwirzheim ausgewiesenen Naturdenkmale (Stand 13. April 2024).

## Naturdenkmale
| Nr.         | Bezeichnung             | Lage                                     | Beschreibung                                                                | Bild                                    |
| ----------- | ----------------------- | ---------------------------------------- | --------------------------------------------------------------------------- | --------------------------------------- |
| ND-7232-534 | Bergkegel mit Burgruine | östlich des Ortes; Flur An der Burg Lage | flächenhaftes Naturdenkmal, ca. 1,3 ha, die Burgruine Hartelstein umfassend | Direkt Bild zu diesem Denkmal hochladen |